# Hugo Johnson (musiker)
Hugo Albert Johnson, född 25 april 1886 i Umeå stadsförsamling, Västerbottens län, död 2 april 1976 i Umeå landsförsamling, var en svenskamerikansk dragspelare verksam i USA.
Johnsons far var hattillverkare och musiker, och i nioårsåldern började Johnson uppträda med fadern. Efter att en tid arbetat som konditor emigrerade Johnson 1912 till USA och bosatte sig i Brooklyn. 1918 vann han ett inofficiellt dragspels-VM i New York. Med sin norskfödda hustru Nina som var dragspelare och dansare, turnerade Johnson i USA och Kanada. 1921–1922 gjorde de en turné till Sverige och Norge. Under namnet Johnson's Novelty Orchestra konserterade makarna tillsammans med den norske tenoren Sverre Hammer och pianisten Alf Nilsen. Sällskapet framförde musik, dansnummer, sång och komiska sketcher.
Mellan 1915 och 1926 gjorde han grammofoninspelningar med svenska och norska melodier för bolagen Victor, Columbia och Edison. Hustrun Nina medverkade vid några inspelningar, och Johnson producerade åtskilliga tillsammans med den finländske dragspelaren Matti Söderlund samt den norske dragspelaren Fritz Aase.
Den 2 mars 1935 avled Nina Johnson efter att blivit påkörd av en bil i Minneapolis. När Johnsons andra hustru avled 1962, flyttade han tillbaka till Umeå.